# Max Jubisch
Max Alfred Jubisch (* 16. Juni 1852 in Leipzig; † 7. Juni 1919 in Kittlitz bei Löbau) war ein deutscher Gärtner und Sachbuchautor.

## Leben
Max Jubisch arbeitete nach Beendigung seiner Lehrzeit in botanischen Gärten in Dresden und Leipzig. Ab April 1872 war er am Königlichen Pomologische Institut Proskau beschäftigt, wo er nach einem zweijährigen Lehrgang als Obergehilfe tätig war. Danach war er Obergärtner und Lehrer an der Friesenschen Gartenbauschule in Rötha. 1881 übernahm er in Kittlitz eine Gärtnerei, die er schon vorher geleitet hatte. Diese veränderte er zu einer Beeren- und Obstplantage. 
Jubisch war Ehrenmitglied vieler Garten- und Obstbauvereine. Neben seinen Büchern verfasste er Aufsätze zum Obstbau und galt als Fachmann für Pomologie.
Er war verheiratet mit Martha Ernestine (geb. Meißner), mit der zwischen 1879 und 1896 fünf Söhne und eine Tochter hatte.

## Werke
- Der rationelle Betrieb der Obstbaumschule und Obstbaumpflege für mittel- und norddeutsche Verhältnisse: nach neuesten Beobachtungen und praktischen Erfahrungen sachlich und kurz dargestellt, Selbstverlag des Verfassers, 1879
- Anleitung zur Zimmer-Gärtnerei, Selbstverlag des Verfassers, 1880
- Die Cultur und Treiberei der Erdbeere und ihre Verwertung, Thiele, 1891
- Ueber Cultur und Verwerthung der Korneliuskirsche u. schwarzen Hollunderbeere (Sambucus nigra): mit einem Anhange: die Mispel, Thiele, 1891
- Die Cultur der Himbeere, Feige, Maulbeere und amerikanischen Preiselbeere: mit einem Anhange: Die Mandel. Thiele, 1896
- Ueber Cultur und Verwerthung der amerikanischen Brombeere, Quitte, Hagebutte und Haselnuss: mit einem Anhange: Castanea vesca Japonica, essbare Castanie aus Japan und Cissus mexicana, mexikanischer Knollenwein. Thiele, 1896
- Geschäfts-Correspondenz für Gärtner. Voigt, 4. Auflage 1902